# Světový pohár v judu 2014
Světový pohár v judu tvořila v roce 2014 série turnajů Grand Slam/Grand Prix, otevřené kontinentální turnaje.

## Vítězové v roce 2014

### Světová Tour
Série prestižním judistických turnajů Grand Slam (GS) a Grand Prix (GP), které organizuje Mezinárodní judistická federace.

#### Muži
| turnaj | turnaj     | měsíc    | superlehká váha | pololehká váha | lehká váha     | polostřední váha  | střední váha     | polotěžká váha | těžká váha     |
| ------ | ---------- | -------- | --------------- | -------------- | -------------- | ----------------- | ---------------- | -------------- | -------------- |
| GS     | Paříž      | Únor     | G. Boldbátar    | M. Puljajev    | Pang Kwi-man   | A. Črikišvili     | I Kju-won        | C. Maret       | R. Šičinohe    |
| GP     | Düsseldorf | Únor     | T. Šišime       | M. Ebinuma     | H. Akimoto     | T. Stevens        | I. Iliadis       | L. Corrêa      | D. Kamikawa    |
| GP     | Tbilisi    | Březen   | O. Safarov      | N. Šichalizade | N. Tatalašvili | A. Črikišvili     | Z. Gogočuri      | A. Blošenko    | A. Okruašvili  |
| GP     | Samsun     | Březen   | B. Mudranov     | D. Larose      | C. Völk        | S. Maresch        | B. Gvinyjašvili  | C. Maret       | M. Paškevičius |
| GS     | Baku       | Květen   | O. Safarov      | C. Oates       | S. Muki        | A. Chubecov       | G. Elmont        | M. Rakov       | F. Jaballah    |
| GP     | Havana     | Červen   | A. Papinašvili  | M. Puljajev    | S. Muki        | A. Črikišvili     | V. Lipartelijani | T. Nikiforov   | R. Sajidov     |
| GP     | Budapešť   | Červen   | N. Takató       | K. Takaiči     | V. Skvorcov    | Cha. Chalmurzajev | D. Nišijama      | H. Grol        | A. Okruašvili  |
| GP     | Ulánbátar  | Červenec | G. Boldbátar    | T. Takadžó     | N. Tatalašvili | K. Nagašima       | B. Gvinyjašvili  | T. Chajbulajev | R. Šičinohe    |
| GS     | Ťumeň      | Červenec | Š. Kidó         | C. Chibana     | D. Jarcev      | V. Penalber       | J. Jošida        | E. Gasimov     | R. Silva       |
| GP     | Záhřeb     | Září     | L. Paischer     | J. Lefevere    | D. Elmont      | S. Magomedov      | K. Tóth          | A. Bisultanov  | R. Meyer       |
| GP     | Astana     | Říjen    | J. Smetov       | J. Hašiguči    | P. Duprat      | A. Chubecov       | K. Ustopiriyon   | M. Rakov       | B. Bor         |
| GP     | Taškent    | Říjen    | D. Amartüvšin   | R. Sobirov     | S. Ňam-Očir    | R. Mustopulos     | A. Iddir         | R. Dervíš      | B. Teműlen     |
| GS     | Abú Dhabí  | Listopad | O. Safarov      | D. Šeršaň      | D. Elmont      | I. Nifontov       | K. Tóth          | D. Peters      | D. Natea       |
| GP     | Čching-tao | Listopad | V. Limare       | J. Šamilov     | Hong Kuk-hjon  | S. Magomedov      | N. Van 't End    | M. Pacek       | H. Harasawa    |
| GP     | Čedžu      | Listopad | Kim Won-čin     | Š. Tatejama    | An Čchang-im   | Kim Če-pom        | Kwak Tong-han    | Čo Ku-ham      | T. Riner       |
| GS     | Kano Cup   | Prosinec | Kim Won-čin     | H. Abe         | H. Akimoto     | T. Nagase         | Kwak Tong-han    | Čo Ku-ham      | R. Sajidov     |

#### Ženy
| turnaj | turnaj     | měsíc    | superlehká váha | pololehká váha | lehká váha                 | polostřední váha     | střední váha         | polotěžká váha   | těžká váha      |
| ------ | ---------- | -------- | --------------- | -------------- | -------------------------- | -------------------- | -------------------- | ---------------- | --------------- |
| GS     | Paříž      | Únor     | E. Jamagišiová  | M. Kelmendiová | A. Jamamotová              | C. Agbegnenouová     | L. Bolderová         | A. Velenšeková   | K. Jamabeová    |
| GP     | Düsseldorf | Únor     | Wu Šu-ken       | N. Kuzjutinová | K. Macumotová              | M. Labazinová        | A. Niangová          | L. Malhzahnová   | M. Tačimotová   |
| GP     | Tbilisi    | Březen   | N. Kondratěvová | G. Kohenová    | I. Zabludinová             | E. Gwendová          | B. Matićová          | A. Galeoneová    | G. Kocatürková  |
| GP     | Samsun     | Březen   | I. Dolgovová    | M. Kelmendiová | L. Blotová                 | K. Unterwurzacherová | L. Vargasová Kochová | L. Malhzahnová   | N. Šajchrúhúová |
| GS     | Baku       | Květen   | M. Uranceceg    | A. Euranieová  | S. Filzmoserová            | A.-L. Bellardová     | K. Pollingová        | M. Malongaová    | Kim Un-kjong    |
| GP     | Havana     | Červen   | M. Labordeová   | Y. Bermoyová   | A. Paviaová                | C. Agbegnenouová     | L. Vargasová Kochová | K. Harrisonová   | Ma S'-s'        |
| GP     | Budapešť   | Červen   | É. Csernoviczká | M. Kelmendiová | K. Macumotová              | M. Taširová          | I. Marzoková         | M. Verkerková    | M. Tačimotová   |
| GP     | Ulánbátar  | Červenec | M. Uranceceg    | Ma Jing-nan    | C. Beaucheminová-Pinardová | Jang Ťün-sia         | C. Narandžargal      | Sol Kjong        | Kim Un-kjong    |
| GS     | Ťumeň      | Červenec | S. Menezesová   | M. Nakamuraová | C. Beaucheminová-Pinardová | K. Abeová            | K. Pollingová        | M. Aguiarová     | K. Jamabeová    |
| GP     | Záhřeb     | Září     | M. Ungureanuová | A. Euranieová  | L. Blotová                 | T. Trstenjaková      | K. Zupancicová       | A. Velenšeková   | Jü Sung         |
| GP     | Astana     | Říjen    | G. Otgonceceg   | J. Ramosová    | H. Karakasová              | J. Džerbiová         | B. Grafová           | N. Powellová     | F. Konitzová    |
| GP     | Taškent    | Říjen    | C. Van Snicková | A. Chițuová    | C. Căprioriuová            | J. Džerbiová         | L. Vargasová Kochová | D. Pogorzelecová | S. Jaromková    |
| GS     | Abú Dhabí  | Listopad | M. Uranceceg    | M. Kelmendiová | M. Monteirová              | T. Trstenjaková      | L. Vargasová Kochová | L. Malhzahnová   | Jü Sung         |
| GP     | Čching-tao | Listopad | M. Ungureanuová | N. Kuzjutinová | M. Roperová                | J. Džerbiová         | I. Marzoková         | Sol Kjong        | Jü Sung         |
| GP     | Čedžu      | Listopad | A. Buchardová   | A. Chițuová    | A. Paviaová                | C. Agbegnenouová     | G. Émaneová          | A. Tcheuméová    | Kim Či-jun      |
| GS     | Kano Cup   | Prosinec | A. Kondóová     | J. Hašimotová  | K. Macumotová              | T. Trstenjaková      | G. Émaneová          | K. Harrisonová   | N. Inamoriová   |

### Otevřené kontinentální turnaje
Série judistických turnajů, které organizují jednotlivé kontinentální unie.

#### Muži
| turnaj | turnaj       | měsíc    | superlehká váha | pololehká váha  | lehká váha    | polostřední váha  | střední váha | polotěžká váha | těžká váha    |
| ------ | ------------ | -------- | --------------- | --------------- | ------------- | ----------------- | ------------ | -------------- | ------------- |
| FO     | Casablanca   | Leden    | A. Raymond      | K. Van Gansbeke | É. Briand     | A. Nacimiento     | A. Clerget   | M. Clement     | M. Malikí     |
| EO     | Sofie        | Únor     | J. Gerčev       | G. Polak        | P. Dawson     | S. Krizsán        | A. Sason     | M. Čerkasov    | R. Meyer      |
| EO     | Oberwart     | Únor     | R. Kawabata     | K. Takaiči      | T. Nakamura   | Z. Rechvijašvili  | Z. Gogočuri  | L. Corrêa      | B. Bor        |
| EO     | Praha        | Březen   | A. Imašev       | E. Verde        | S. Katsumi    | S. Mrvaljević     | M. Gasijev   | T. Nikiforov   | L. Krpálek    |
| PO     | Montevideo   | Březen   | A. McKenzie     | D. Lavrentěv    | U. Legrand    | A. Nikiforov      | E. Silva     | H. Pessanha    | S. Bostanov   |
| PO     | Buenos Aires | Březen   | T. Takabatake   | D. Lavrentěv    | M. Contini    | A. Nacimiento     | E. Silva     | H. Pessanha    | G. Santos     |
| EO     | Madrid       | Květen   | J. Mooren       | D. Šeršaň       | V. Kurdžev    | A. Ciano          | V. Syňavskyj | T. Nikiforov   | S. Bondarenko |
| PO     | San Salvador | Červen   | L. Preciado     | A. Bouchard     | E. Desilets   | A. Valois-Fortier | A. Kukolj    | F. Orlik       | W. Santos     |
| PO     | Santiago     | Červenec | D. Santos       | P. Gagne        | J. Macedo     | V. Panini         | I. Cárdenas  | M. Deschênes   | F. Figueroa   |
| AO     | Tchaj-pej    | Červenec | G. Battulga     | S. Oleinic      | Chuang Čun-ta | I Čong-min        | K. Děnisov   | J. Fonseca     | R. Sajidov    |
| PO     | Miami        | Srpen    | A. Kuwabara     | A. Bouchard     | M. Maddaloni  | T. Stevens        | E. Silva     | H. Pessanha    | J. L. Cuevas  |
| EO     | Tallinn      | Září     | I. Jašujev      | A. Beta         | A. Regis      | N. van de Kamer   | D. Ruíz      | R. Kiseljov    | O. Sason      |
| EO     | Lisabon      | Říjen    | F. Garrigós     | J. Jamaki       | S. Hašimoto   | Dž. Hirao         | D. Ruíz      | J. Fonseca     | G. Fudžii     |
| AO     | Port Louis   | Listopad | L. Preciado     | F. Nurin        | N. Delpopolo  | O. Livesey        | A. Burns     | L. Bouyacoub   | M. A. Tayeb   |
| OO     | Wollongong   | Listopad | A. Kunihiro     | Rju Čin-pjong   | A. Margelidon | I Sung-su         | A. Burns     | J. Koster      | Kim Su-wan    |

#### Ženy
| turnaj | turnaj       | měsíc    | superlehká váha    | pololehká váha  | lehká váha                 | polostřední váha | střední váha     | polotěžká váha   | těžká váha      |
| ------ | ------------ | -------- | ------------------ | --------------- | -------------------------- | ---------------- | ---------------- | ---------------- | --------------- |
| FO     | Casablanca   | Leden    | J. Figueroaová     | A. Euranieová   | L. Blotová                 | V. Giorgisová    | G. Émaneová      | S. Mizugiová     | N. Šajchrúhúová |
| EO     | Sofie        | Únor     | D. Krasniqiová     | R. Tarangulová  | H. Karakasová              | T. Trstenjaková  | G. Émaneová      | A. Galeoneová    | C. Weißová      |
| EO     | Řím          | Únor     | P. Paretová        | Ma Jing-nan     | R. Silvaová                | M. Cuganeová     | K. Nuniraová     | M. Umekiová      | K. Jamabeová    |
| EO     | Varšava      | Březen   | M. Čerňaková       | P. Nareksová    | T. Monteirová              | R. Šorová        | M. Pinotová      | G. Steenhuisová  | Dž. Odchú       |
| PO     | Montevideo   | Březen   | Aurore Climenceová | R. Silvaová     | C. Beaucheminová-Pinardová | S. Clarková      | M. Fletcherová   | S. Soaresová     | R. Nunesová     |
| PO     | Buenos Aires | Březen   | E. Carrillová      | E. Valentimová  | Y. Amarisová               | M. Silvaová      | V. Chalaová      | C. Kinnaneová    | R. Nunesová     |
| EO     | Madrid       | Květen   | S. Akkuşová        | O. Giuffridaová | S. Verhagenová             | Jang Ťün-sia     | E. Stamová       | C. Garryová      | Ma S'-s'        |
| PO     | San Salvador | Červen   | E. Carrillová      | R. Silvaová     | C. Beaucheminová-Pinardová | H. Drexlerová    | B. Grafová       | C. Robergeová    | V. Zambottiová  |
| PO     | Santiago     | Červenec | E. Carrillová      | I. Heylenová    | S. Tremblayová             | E. Garcíaová     | Y. Alvearová     | L. Talarnová     | V. Zambottiová  |
| AO     | Tchaj-pej    | Červenec | A. Kuzněcovová     | Lien Pej-ču     | Lien Čen-ling              | Jang Ťün-sia     | Kim Son-kjon     | Čang Če-huj      | Ma S'-s'        |
| PO     | Miami        | Srpen    | E. Carrillová      | E. Valentimová  | M. Malloyová               | H. Martinová     | Y. Alvearová     | K. Harrisonová   | V. Zambottiová  |
| EO     | Tallinn      | Září     | Š. Rišonyová       | B. Enteová      | A. Archipavová             | J. Wichersová    | G. Cantoniová    | D. Pogorzelecová | S. Jaromková    |
| EO     | Glasgow      | Říjen    | M. Todaová         | L. Duportová    | M. Išikawaová              | G. Howellová     | S. Conwayová     | Š. Hamadaová     | C. Weißová      |
| AO     | Port Louis   | Listopad | T. Limaová         | C. Legentilová  | N. Davisová                | S. Szögediová    | L. Mossongová    | V. Mballaová     | M. Viverosová   |
| OO     | Wollongong   | Listopad | A. Suzukiová       | L. Kearneyová   | N. Davisová                | K. Haeckerová    | A. Renaud-Royová | Čong Kjong-mi    | –               |